# 己脒定
己脒定（英语：Hexamidine）是一种防腐剂和消毒剂。己脒定的二羟乙基磺酸盐溶液（1/1.000）的商品名为Hexomedine。己脒定主要以其二羟乙磺酸盐的形式使用，它比二盐酸盐更易溶于水。 1939 年，May & Baker首次合成了二盐酸盐，并作为杀锥虫剂获得了专利。它的杀变形虫特性在1990年代发现。其杀菌作用的确切机制尚不清楚，但推测类似于季铵盐化合物，涉及与病原体带负电荷的脂质膜结合。己脒定及其较短的同类物普罗帕脒在药物和化妆品中用作防腐剂和保鲜剂。它们特别用于棘变形虫病（棘变形虫角膜炎）的局部治疗。